# ノー・ウーマン、ノー・クライ
「ノー・ウーマン、ノー・クライ」（No Woman, No Cry）は、ボブ・マーリー&ザ・ウェイラーズが1974年に発表した楽曲。グループの代表作の一つ。主に1975年のライブ・バージョンで知られる。

## 概要
ボブ・マーリーの幼なじみでキングストン市のトレンチタウンで炊き出しを行っていたヴィンセント・フォードが作詞・作曲者として単独でクレジットされているが、マーリーも曲作りに関与しただろうと言われている。
1974年10月発売のスタジオ・アルバム『ナッティ・ドレッド』に収録された。ハモンドオルガンを弾いているのはジーン・ルーセル。スタジオ・バージョンはドラムマシンが使用されている。なお、脱退する前のピーター・トッシュがピアノを弾きマーリーらが歌うデモ・バージョンが残っており、ブートレッグなどで聴くことができる。
グループは1975年7月17日、18日とロンドンのライシアム・シアターでコンサートを行う。同年8月29日にライブ・バージョンがシングルとして発売される。B面は同じコンサートで演奏された「キンキー・レゲエ」。録音は会場の外に停められたローリング・ストーンズ・モービル・スタジオ（モービル・ユニット）で行われ、演奏や録音のミスはミックスの際に修正されることはほとんどなかった。例えば本作品は1番の歌詞でマイクのフィードバックが一瞬聞こえる。
ライブ・バージョンは全英シングルチャートで22位、オランダで23位、ニュージーランドで30位を記録した。その後、同年12月5日発売の『ライヴ!』に収録された。
1981年5月11日、ボブ・マーリーは腫瘍と癌の転移により死去。この年再発された「ノー・ウーマン、ノー・クライ」はイギリスで8位を記録した。
『ライヴ!』は2016年12月16日に3枚組のLPとして発売され、17日録音のバージョンが10曲、18日録音のバージョンが12曲収録された。「ノー・ウーマン、ノー・クライ」も日付ごとのバージョンが収録された。
『ライヴ!』に収録されたライブ・バージョンは、「ローリング・ストーンの選ぶオールタイム・グレイテスト・ソング500」（2010年版）で37位にランクされている。

## 歌詞
繰り返されるフレーズ「No Woman, No Cry」はジャマイカ・クレオール語に直すと「No, woman, nuh cry」と表記される。「nuh」は「don't」を縮めたジャマイカの言葉。つまりマーリーはこの曲で「No, woman, don't cry」と歌っていることになる。

## カバー・バージョン
- ジミー・クリフ - 1975年のアルバム『Follow My Mind』に収録。
- ボニーM - 1976年のアルバム『Take the Heat off Me』に収録。
- ケン・ブース - 1976年のアルバム『Blood Brothers』に収録。
- ジョー・ダッサン - 1978年のシングル。フランス語で歌われる。タイトルは「Si tu penses à moi」。
- ジョーン・バエズ - 1979年のアルバム『Honest Lullaby』に収録。
- ジルベルト・ジル - 1979年のアルバム『ヘアルシ』に収録。ポルトガル語で歌われる。タイトルは「Não Chore Mais」。
- バニー・ウェイラー - 1981年のアルバム『Tribute』に収録[12]。
- ポーリン・ブラック - 1982年のアルバム『Party Party』に収録。
- ネーネーズ - 1993年のアルバム『あしび』に収録。
- フージーズ - 1996年のシングル。
- ドレッド・ツェッペリン - 2007年のアルバム『Bar Coda』に収録[13]。
- ニーナ・シモン - 2008年に再発売された『A Single Woman』（1993年）に収録。
- キャサリン・ジェンキンス - 2009年のアルバム『Believe』に収録。